# Zavrate
Zavrate – wieś w Słowenii, w gminie Radeče. W 2018 roku liczyła 21 mieszkańców.